# Geron mononensis
Geron mononensis är en tvåvingeart som beskrevs av Neal L. Evenhuis 1979. Geron mononensis ingår i släktet Geron och familjen svävflugor. Inga underarter finns listade i Catalogue of Life.